# Dromen in kleur (single)
Dromen in kleur is een single van het Nederlandse zangduo Suzan & Freek uit 2021. Het stond in hetzelfde jaar als eerste track op het gelijknamige album.

## Achtergrond
Dromen in kleur is geschreven door John Ewbank, Arno Krabman, Léon Palmen, Freek Rikkerink en Suzan Stortelder en geproduceerd door Krabman. Het is een nederpoplied waarin de liedvertellers zingen over verliefd zijn en daardoor de wereld anders gaan zien. De betekenis van het lied is ook een verwijzing naar de carrière van de artiesten, welke doordat zij hun dromen achterna zijn gegaan een groot succes is. Daarnaast heeft het lied ook een achterliggende betekenis over het heropenen van de wereld na de coronacrisis, welke Rikkerink als volgt omschreef: “De afgelopen coronatijd heb je toch altijd een beetje het gevoel alsof er een soort grijze sluier over alles heen zit. Nu beginnen we langzaam weer te dromen en dingen te zien in kleur."
Het lied ontstond uit een schrijverssessie met Ewbank in 2019. Over deze samenwerking vertelden de artiesten dat Ewbank naar eigen zeggen tegenop kijkt. Nadat hij vroeg om een samen een schrijverssessie te houden, gingen Suzan & Freek hier graag op in.
In de muziekvideo van het lied zijn de twee artiesten samen in een boksring te zien. In deze clip is een sportcarrière de droom die wordt nagejaagd.
Tijdens The Passion Hemelvaart 2023 werd dit nummer door Bertie Wieringa ten gehore gebracht.

## Hitnoteringen
Het muziekduo had enig succes met het lied in Nederland en België. Het kwam tot de vijftiende plek in de Nederlandse Top 40, waarin het in totaal acht weken stond. In de vijftien weken dat het in de Nederlandse Single Top 100 te vinden was, piekte het op de 21e plaats. De piekpositie in de Vlaamse Ultratop 50 was de 27e plek. Het stond tien weken in deze hitlijst.

### NPO Radio 2 Top 2000
| Nummer met noteringen in de NPO Radio 2 Top 2000 | '22  | '23  | '24  |
| ------------------------------------------------ | ---- | ---- | ---- |
| Dromen in kleur                                  | 1277 | 1427 | 1962 |

1. ↑  Een vetgedrukt getal geeft de hoogste notering aan.
2. ↑  2022 was het eerste jaar met een notering voor dit nummer.